# 長野地方裁判所
長野地方裁判所（ながのちほうさいばんしょ）は、長野県長野市にある日本の地方裁判所の一つで、長野県を管轄している。略称は、長野地裁（ながのちさい）。上田、佐久、松本、諏訪、飯田、伊那に支部を置いている。
長野県を管轄しており、長野地方裁判所には長野市に置かれている本庁のほか、上田市、佐久市、松本市、諏訪市、飯田市、伊那市の6市に地方裁判所と家庭裁判所の支部を設置しているほか、飯山市、木曽福島（木曽郡木曽町）、大町市、岡谷市の4箇所を加えた計11箇所に簡易裁判所を設置している。また本庁および上田、松本、飯田の各支部の所在地には、検察審査会も設置されている。
福島県と並んで、政令指定都市を抱えていない県で裁判員裁判の管轄が複数に亘る県のひとつでもある。また、政令指定都市を抱えていない県で唯一労働審判の管轄が複数に亘る県でもある。

## 所在地
- 本庁：長野県長野市旭町1108 北緯36度39分16.4秒 東経138度10分50.8秒 / 北緯36.654556度 東経138.180778度
北陸新幹線, JR信越線, 篠ノ井線, 飯山線, しなの鉄道しなの鉄道線, しなの鉄道北しなの線, 長野電鉄長野線 長野駅善光寺口4番のりばから市街地循環バス「ぐるりん号」またはアルピコ交通41系統「自治会館行き」で「合同庁舎前」下車
- 上田支部：長野県上田市中央西2丁目3-3 北緯36度24分31.6秒 東経138度14分46.5秒 / 北緯36.408778度 東経138.246250度
北陸新幹線, しなの鉄道しなの鉄道線, 上田電鉄別所線 上田駅から千曲バス「秋和行き」で「花園」下車
- 佐久支部：長野県佐久市岩村田1161 北緯36度16分32.3秒 東経138度28分30.2秒 / 北緯36.275639度 東経138.475056度
JR小海線 岩村田駅から徒歩約5分 車では佐久ICより車約7分
- 松本支部：長野県松本市丸の内10-35 北緯36度14分24秒 東経137度58分10.3秒 / 北緯36.24000度 東経137.969528度
JR篠ノ井線, 大糸線, アルピコ交通上高地線（通称・松本電鉄） 松本駅から徒歩約20分，駅前松本バスターミナルからアルピコ交通31系統「美ヶ原温泉行き」，32系統「浅間温泉行き」などで「松本城・市役所前」下車，松本周遊バス・タウンスニーカー“北コース”で「松本城北」下車
- 諏訪支部：長野県諏訪市諏訪1丁目24-22 北緯36度2分43.9秒 東経138度7分7秒 / 北緯36.045528度 東経138.11861度
JR中央線 上諏訪駅から徒歩5分
- 飯田支部：長野県飯田市江戸町1-21 北緯35度31分3.4秒 東経137度49分47.2秒 / 北緯35.517611度 東経137.829778度
中央自動車道飯田ICからは，国道153号飯田バイパス「別府」交差点（左折）経由で約15分
- 伊那支部：長野県伊那市西町4841 北緯35度50分20.5秒 東経137度57分19.3秒 / 北緯35.839028度 東経137.955361度
JR飯田線 伊那市駅から徒歩約10分

## 管轄区域
本庁
- 長野市、須坂市、上水内郡信濃町、小川村、飯綱町、上高井郡小布施町、高山村、飯山市、中野市、下水内郡栄村、下高井郡山ノ内町、木島平村、野沢温泉村

上田支部
- 上田市、千曲市、東御市、小県郡青木村、長和町、埴科郡坂城町

佐久支部
- 佐久市、小諸市、南佐久郡小海町、川上村、南牧村、南相木村、北相木村、佐久穂町、北佐久郡御代田町、軽井沢町、立科町

松本支部
- 松本市、塩尻市、安曇野市、東筑摩郡麻績村、生坂村、山形村、朝日村、筑北村、木曽郡上松町、南木曽町、木祖村、王滝村、大桑村、木曽町、大町市、北安曇郡池田町、松川村、白馬村、小谷村

諏訪支部
- 諏訪市、茅野市、諏訪郡下諏訪町、富士見町、原村、岡谷市

飯田支部
- 飯田市、下伊那郡松川町、高森町、阿南町、阿智村、平谷村、根羽村、下條村、売木村、天龍村、泰阜村、喬木村、豊丘村、大鹿村

伊那支部
- 伊那市、駒ヶ根市、上伊那郡辰野町、箕輪町、飯島町、南箕輪村、中川村、宮田村

※ただし、行政事件は本庁で、佐久支部管内の合議事件および少年事件は上田支部で、諏訪支部の合議事件は松本支部で、伊那支部の合議事件は飯田支部でそれぞれ取り扱う。
※本庁および上田、佐久支部管内の裁判員の参加する刑事裁判および労働審判は本庁で、松本、諏訪、飯田、伊那支部管内の裁判員の参加する刑事裁判および労働審判は松本支部で行う。

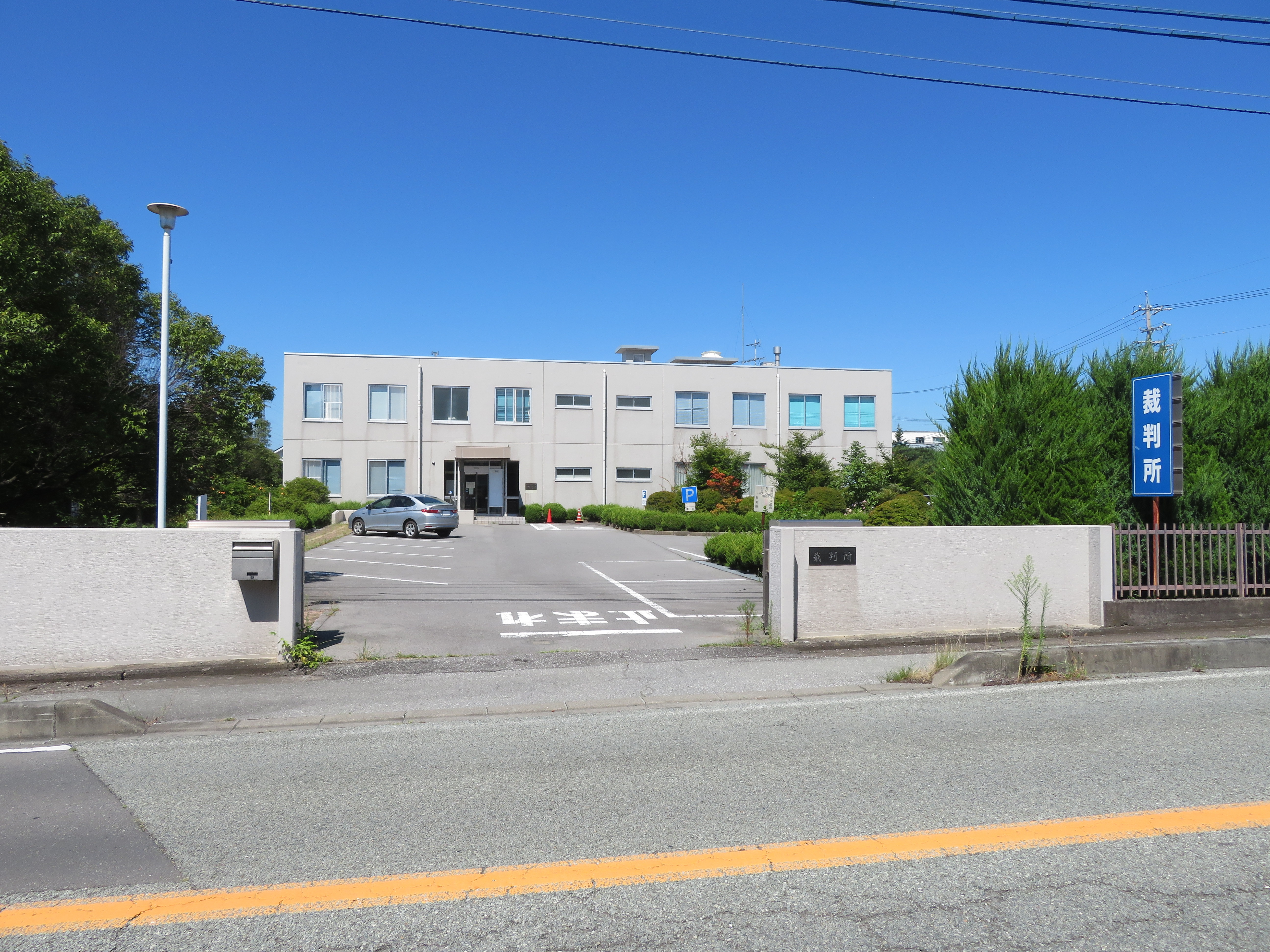
佐久支部
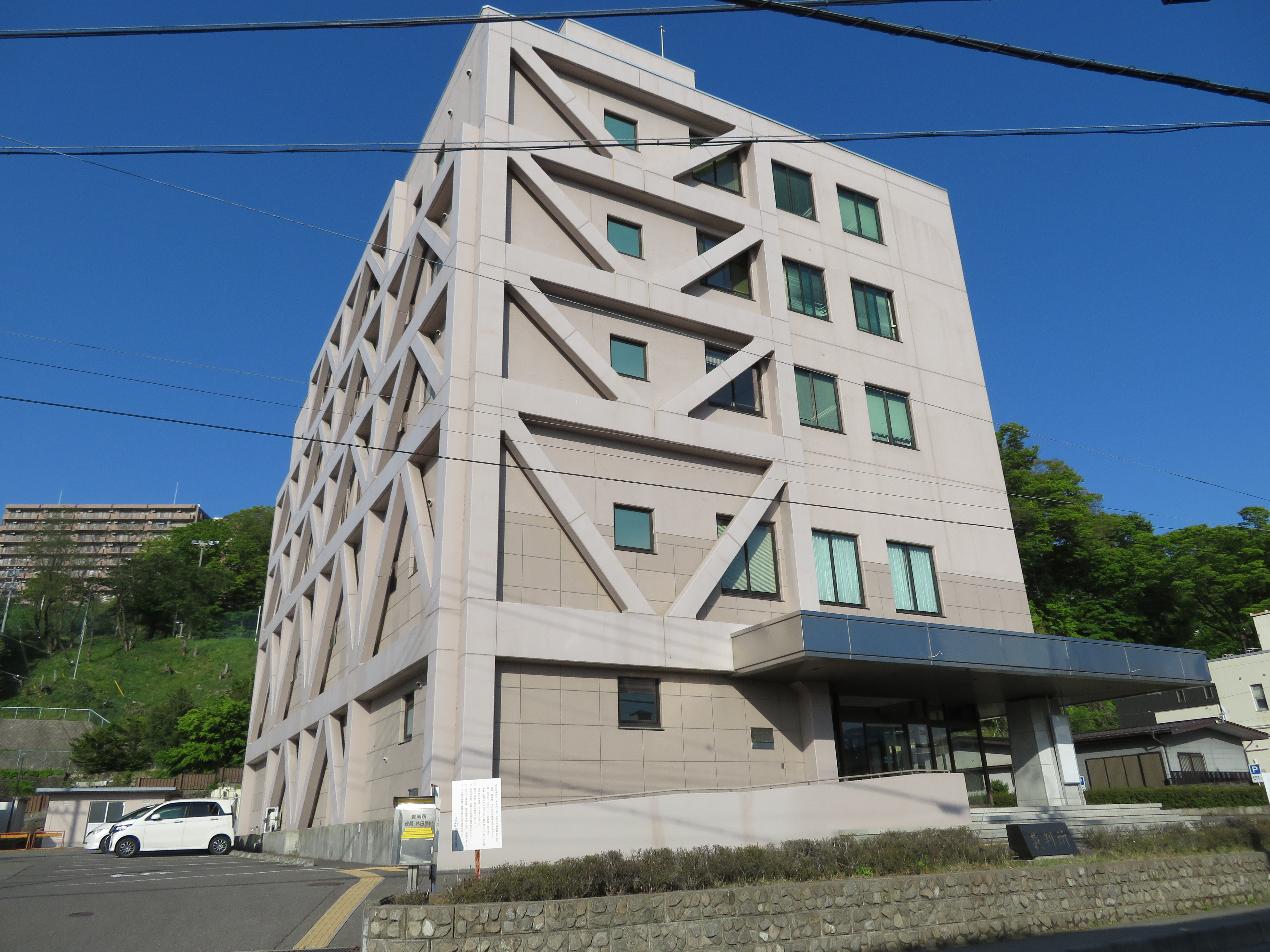
諏訪支部
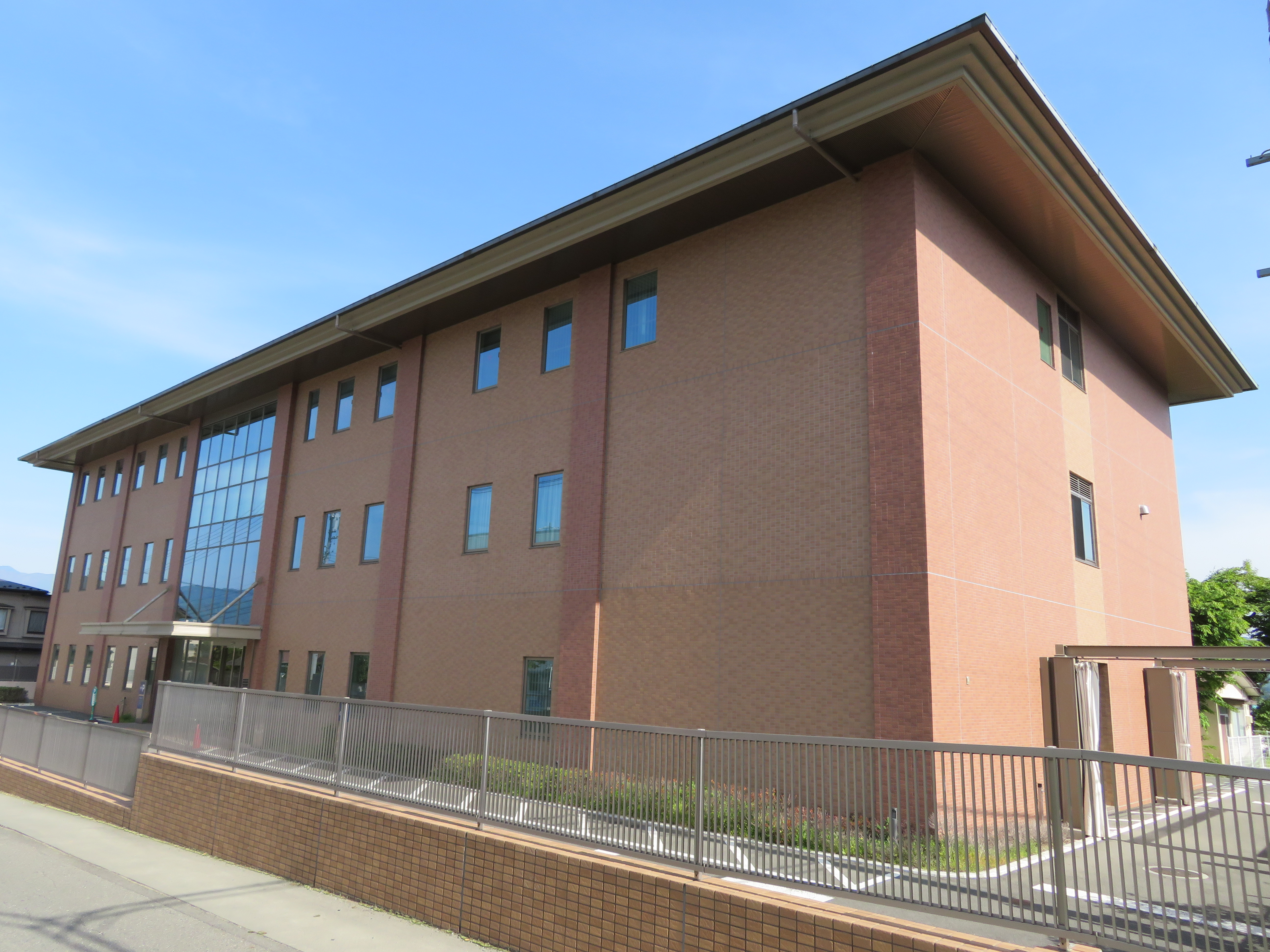
伊那支部

### 管内の簡易裁判所
- 本庁
  - 長野簡易裁判所（長野市・須坂市・上水内郡・上高井郡）
  - 飯山簡易裁判所（飯山市・中野市・下水内郡・下高井郡）
- 上田支部
  - 上田簡易裁判所（上田市・千曲市・東御市・小県郡・埴科郡）
- 佐久支部
  - 佐久簡易裁判所（佐久市・小諸市・南佐久郡・北佐久郡）
- 松本支部
  - 松本簡易裁判所（松本市・塩尻市・安曇野市・東筑摩郡）
  - 木曽福島簡易裁判所(木曽郡）
  - 大町簡易裁判所（大町市・北安曇郡）
- 諏訪支部
  - 諏訪簡易裁判所（諏訪市・茅野市・諏訪郡）
  - 岡谷簡易裁判所(岡谷市）
- 飯田支部
  - 飯田簡易裁判所（飯田市・下伊那郡）
- 伊那支部
  - 伊那簡易裁判所（伊那市・駒ヶ根市・上伊那郡）

## 歴史
前身の裁判所の歴史も含める
- 1876年12月 - 長野区裁判所が設置。執務は善光寺大勧進内の建物を借り受けて行う。
- 1877年12月 - 松本裁判所長野支庁に改組。
- 1878年8月 - 立町（信州大学教育学部北側）に庁舎を新築。
- 1882年1月 - 長野始審裁判所と名称変更。
- 1883年2月 - 管轄を長野県全域とする。
- 1887年4月 - 花咲町に木造一部2階建て庁舎を新築、移転。
- 1890年11月 - 長野地方裁判所に改称。
- 1966年5月 - 旭町の現在地に移転。

### 歴代所長
任期の後ろは後職
- 満田忠彦（2000年11月 - 2002年9月 前橋地方裁判所長）
- 柳田幸三（2002年9月 - 2004年9月 大阪高等裁判所部総括判事）
- 中山隆夫（2004年9月 - 2006年6月 千葉地方裁判所所長）
- 田中信義（2006年6月 - 2007年5月 知的財産高等裁判所部総括判事）
- 安井久治（2007年5月 - 2009年1月 千葉地方裁判所所長）
- 井上弘通（2009年1月 - 2011年1月 東京高等裁判所部総括判事）
- 貝阿彌誠（2011年1月 - 2012年11月 東京高等裁判所部総括判事）
- 石井忠雄（2012年11月 - 2014年6月 知的財産高等裁判所部総括判事）
- 藤井敏明（2014年6月 - 2015年8月 東京高等裁判所部総括判事）
- 白井幸夫（2015年8月 - 2016年7月 裁判所職員総合研修所所長）
- 若園敦雄（2016年7月 - 2017年6月 東京高等裁判所部総括判事）
- 近藤昌昭（2017年6月 - 2018年9月 東京高等裁判所部総括判事）
- 中山孝雄（2018年9月 - 2020年12月 東京高等裁判所判事[2]）
- 岸日出夫（2020年12月 - 2022年4月 千葉家庭裁判所所長[3]）
- 萩本修（2022年4月 - 2023年3月 横浜家庭裁判所所長[4]）
- 江原健志（2023年3月 - [5]）

### 出来事
- 1951年1月19日 - 公安条例違反をめぐる公判に際し、長野自由労働組合員約100名が正門前に押しかけて全員の傍聴を要求。さらに正門を押し破ろうとしたため警備にあたっていた長野市警察の警官隊300人と乱闘になった。また、自由法曹団の弁護士ら5人が裁判所長室に押し入ろうとして警官と乱闘となった[6]。